# Desdemona (Mond)
 Desdemona (auch Uranus X) ist der fünftinnerste und einer der kleineren der 28 bekannten Monde des Planeten Uranus.

## Entdeckung und Benennung
Desdemona wurde am 13. Januar 1986 von dem Astronomen Stephen P. Synnott (Voyager Science Team) zusammen mit Rosalind und Belinda auf fotografischen Aufnahmen der Raumsonde Voyager 2 entdeckt. Die Entdeckung wurde am 16. Januar 1986 von der Internationalen Astronomischen Union (IAU) bekanntgegeben; der Mond erhielt zunächst die vorläufige Bezeichnung S/1986 U 6.
Am 8. Juni 1988 erhielt der Mond den Namen Desdemona. Desdemona ist die Gattin des venezianischen Feldherren Othello aus William Shakespeares Tragödie Othello, der Mohr von Venedig. Sie ist die Tochter des Brabantio, die Othello entgegen dessen Segen heimlich ehelicht, was jedoch von Jago verraten wird; dieser versucht, Cassio bei Othello zu misskreditieren, um dessen Posten zu erlangen. Durch eine Intrige gelingt es Jago, Othello von einer vermeintlichen Untreue von Desdemona mit Cassio zu überzeugen. Desdemona wird daraufhin von Othello in rasender Eifersucht erdrosselt. Als Othello später über den wahren Sachverhalt aufgeklärt wird, ersticht er sich.
Der Name Desdemona oder Disdemona ist möglicherweise vom griechischen dysdaimôn („unglücklich“, „unter einem Unstern stehend“, „vom Schicksal verfolgt“) abgeleitet.
Alle Monde des Uranus sind nach Figuren von Shakespeare oder Alexander Pope benannt. Die ersten vier entdeckten Uranusmonde (Oberon, Titania, Ariel, Umbriel) wurden nach Vorschlägen von John Herschel, dem Sohn des Uranus-Entdeckers Wilhelm Herschel, benannt. Später wurde die Tradition der Namensgebung beibehalten.

## Bahneigenschaften

### Umlaufbahn

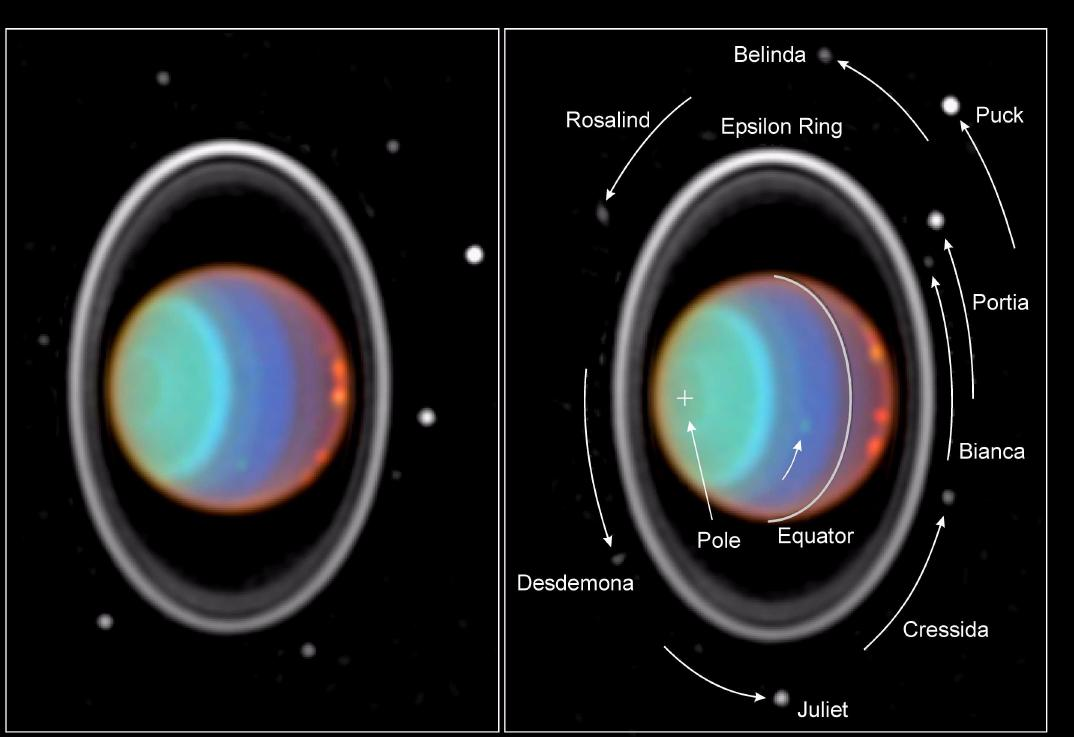
Hubble-Bild der Portia-Gruppe sowie Puck

Desdemona umkreist Uranus auf einer prograden, fast perfekt kreisförmigen Umlaufbahn in einem mittleren Abstand von rund 62.658 km von dessen Zentrum. Die Bahnexzentrizität beträgt 0,00013, die Bahn ist 0,113° gegenüber dem Äquator von Uranus geneigt.
Desdemona ist der drittinnerste Mond der Portia-Gruppe, zu der auch Bianca, Cressida, Juliet, Portia, Rosalind, Cupid, Belinda und Perdita gehören. Diese Monde haben ähnliche Umlaufbahnen und ähnliche spektrale Eigenschaften.
Die Umlaufbahn des nächstinneren Mondes Cressida ist im Mittel lediglich 890 km von Cressidas Orbit entfernt, die des nächstäußeren Mondes Juliet fast genau 1.700 km.
Desdemona befindet sich inmitten zweier Uranusringe, des innen laufenden ε (Epsilon)-Ringes, der im Mittel rund 11.509 km vom Desdemona-Orbit entfernt ist, und der Innenkante des äußeren ν (Ny)-Staubringes in 3.442 km Entfernung.
Desdemona umläuft Uranus in 11 Stunden, 22 Minuten. Da dies schneller ist als die Rotation des Uranus, geht Desdemona vom Uranus aus gesehen im Westen auf und im Osten unter.

## Physikalische Eigenschaften
Desdemona hat einen mittleren Durchmesser von 70 km.
Ihre mittlere Dichte ist mit 1,3 g/cm3 deutlich geringer als die Dichte der Erde und weist darauf hin, dass der Mond überwiegend aus Wassereis zusammengesetzt ist.
Desdemona weist eine sehr geringe Albedo von 0,08 auf, d. h., 8 % des eingestrahlten Sonnenlichts werden von der Oberfläche reflektiert. Sie ist damit ein sehr dunkler Himmelskörper.
An ihrer Oberfläche beträgt die Schwerebeschleunigung 0,010 m/s2, dies entspricht etwa 1 ‰ der irdischen.
Im Spektrum erscheint die Oberfläche von Desdemona grau gefärbt.
Es ist möglich, dass Desdemona innerhalb der nächsten 100 Millionen Jahre mit der knapp 900 km entfernten inneren Cressida oder der 1.700 km entfernten äußeren Juliet kollidiert.